# Charlie Tully
Charles Patrick « Charlie » Tully, né le 11 juillet 1924 à Belfast en Irlande du Nord et mort le 27 juillet 1971, est un footballeur international nord-irlandais, membre emblématique du Celtic Football Club.

## Biographie
Tully intègre le club de Belfast Celtic en 1938. Jeune espoir du club, il est prêté en 1941 et 1943 à Ballyclare Comrades puis à Cliftonville pour gagner du temps de jeu, ce qui l'aide à gagner sa place à partir de 1944 au Celtic Park de Belfast. En 1947, il marque notamment le but décisif en finale de la Irish Cup face à Glentoran.
Ses performances attirent l’œil des recruteurs du Celtic de Glasgow, où Tully signe en juin 1948 en échange de 8 000 £. Il joue son premier match comme milieu gauche le 14 août face à Greenock Morton. Les performances de Tully lui valent d'acquérir rapidement une réputation de joueur majeur parmi les Celts, notamment après une victoire 3-1 sur les Rangers en septembre 1948, en Coupe de la Ligue écossaise où le Nord-irlandais réalise un match éblouissant.
Tully commence en parallèle une carrière internationale avec l'équipe d'Irlande du Nord. En 1952, Tully inscrit notamment un doublé lors d'un match nul 2-2 face à l'Angleterre, dont un but inscrit directement en tirant un corner. 
En onze saisons, Tully remporte avec les Celts un titre de champion (en 1954), deux coupes d’Écosse (en 1951 et 1954) et deux coupes de la Ligue écossaise (en 1957 - la finale est célébrée par la chanson Hampden in the Sun - et 1958). Il dispute un total de 319 matchs toutes compétitions confondues pour le Celtic et inscrit 47 buts (dont 216 matchs et 32 buts en championnat). En 1949, Tully est prêté brièvement à Stirling Albion, puis fait l'objet d'un prêt officiel aux Rangers le temps d'un match amical opposant Rangers/Celtic XI au Caledonian FC. 
Tully est finalement libéré en septembre 1959. Il devient alors entraîneur-joueur du Cork Hibernians Football Club, en Irlande, avec lequel il joue jusqu'à près de 40 ans. En 1964, il rejoint le Bangor FC, en Irlande du Nord, puis Portadown l'année suivante, où il reste trois saisons. En 1968, il retourne sur le banc du Bangor. Le 27 juillet 1971, alors qu'il est toujours responsable du club, il meurt dans son sommeil à seulement 47 ans.

## Palmarès
- Avec le Belfast Celtic :
  - Irish Cup (1947)
  - Gold Cup (1947)

- Avec le Celtic de Glasgow :
  - Championnat d'Écosse (1954)
  - Coupe d’Écosse (en 1951 et 1954)
  - Coupe de la Ligue écossaise (en 1957 et 1958)